# ا وری گاگا تنکس‌گیوینگ
ا وری گاگا تنکس‌گیوینگ (انگلیسی: A Very Gaga Thanksgiving) یک ویژه برنامه تلویزیونی روز شکرگزاری که در اصل در ۲۴ نوامبر ۲۰۱۱، در ایالات متحده از شبکه ای‌بیسی پخش شد. لیدی گاگا با نقش‌آفرینی و کارگردانی، در مورد زندگی شخصی و الهام بخش موسیقی‌اش بحث می‌کند. پیش نمایش ۳۰ ثانیه ای از این نمایش ویژه در ۲۰ نوامبر ۲۰۱۱ در کانال یوتیوب لیدی گاگا به نمایش درآمد. فیلم‌برداری اصلی این مجموعه در صومعه قلب مقدس واقع در شهر نیویورک انجام شد.
گاگا در این مجموعه نه ترانه، از جمله «این‌گونه زاده شده‌ام»، «ازدواج با شب»، «تو و من»، «مو»، «لبه افتخار» و بازخوانی «کریسمس سفید» ایروینگ برلین را اجرا می‌کند.